# جيك بوسي
ويليام جاكوب «جيك» بوسي (بالإنجليزية: Jake Busey)‏ (ولد في 15 يونيو 1971) ممثل وموسيقي ومنتج سينمائي أمريكي.
ابن الممثل غاري بوسي.

## روابط خارجية
- جيك بوسي على موقع IMDb (الإنجليزية)
- جيك بوسي على موقع ألو سيني (الفرنسية)
- جيك بوسي على موقع ميوزك برينز (الإنجليزية)
- جيك بوسي على موقع أول موفي (الإنجليزية)
- جيك بوسي على موقع قاعدة بيانات الأفلام السويدية (السويدية)
- جيك بوسي على موقع إن إن دي بي (الإنجليزية)
- جيك بوسي على موقع قاعدة بيانات الفيلم (الإنجليزية)
- جيك بوسي على موقع كينوبويسك (الروسية)